# Mondprogramm der Volksrepublik China

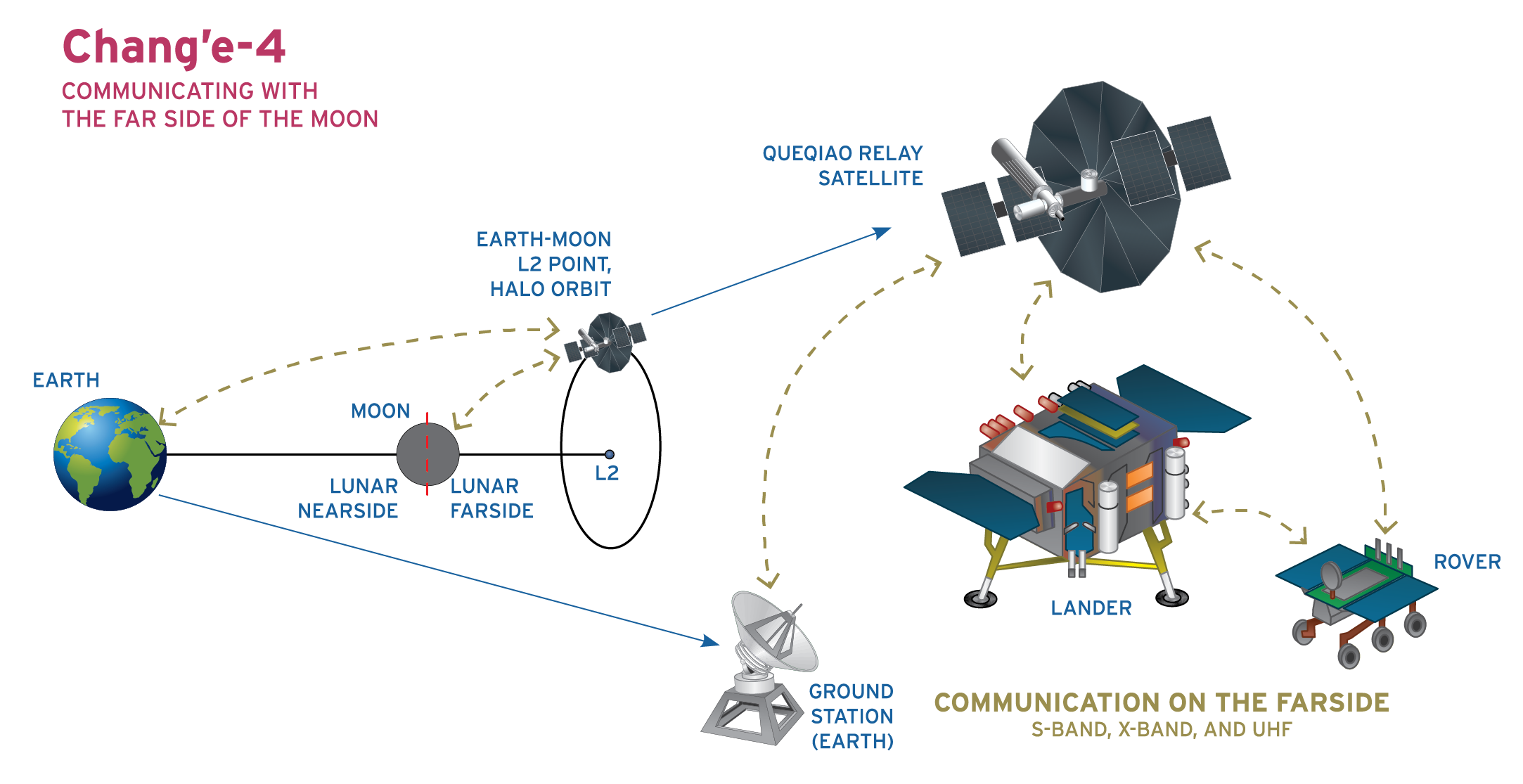
Missionsprofil von Chang’e 4

Das Mondprogramm der Volksrepublik China (chinesisch 中國探月工程 / 中国探月工程, Pinyin Zhōngguó Tànyuè Gōngchéng, englisch Chinese Lunar Exploration Program, kurz CLEP) ist ein Programm zur Erforschung und Erschließung des Mondes. Seit 2023 werden die unbemannten, von der Nationalen Raumfahrtbehörde Chinas koordinierten Missionen unter der Bezeichnung „Internationale Mondforschungsstation“ geführt, die bemannte Monderkundung wurde dem Büro für bemannte Raumfahrt übertragen.

## Geschichte
Die Chinesische Akademie der Wissenschaften schlug im Jahr 1991 eine Monderkundungsmission vor und setzte so das Mondprogramm der Volksrepublik China in Gang. Im Rahmen des „Programms 863“, also des im März 1986 noch unter Deng Xiaoping gestarteten Nationalen Programms zur Förderung von Hochtechnologie, wurde eine Projektgruppe Monderkundung (月球探测课题组) gebildet und Gelder aus dem 8. Fünfjahresplan (1991–1995) zugewiesen. 1994 legte die Akademie der Wissenschaften eine umfassende Machbarkeitsstudie für ein Monderkundungsprogramm vor und die ersten Mittel wurden freigegeben. 1998 hatten die Experten der Akademie die einzelnen Unterprojekte definiert, die für eine Monderkundung notwendig waren:
- Telemetrie, Bahnverfolgung und Steuerung über große Entfernung
- Schutz der Elektronik vor Weltraumstrahlung, Hitze und Kälte
- Berechnung der Flugbahn und des Orbits sowie der nötigen Bahnkorrekturmanöver
- Korrekte Ausrichtung der Sonden auf die Mondoberfläche
- Automatische Vermeidung von Felsbrocken und stark geneigten Oberflächen bei Landungen[3][4]
- Weitgehend autonom agierendes Fahrzeug[5]

Ouyang Ziyuan, der Experte für extraterrestrisches Material wie Meteoriten, kosmischen Staub und Mondgestein, nannte 1992 nicht nur die Erzvorkommen wie Eisen, Thorium und Titan als mögliches Ziel von Mondmissionen, sondern auch den Abbau von lunarem Helium-3, das als ein idealer Brennstoff für ein Kernfusionskraftwerk gilt. Seit 1994 arbeitet China konkret an Kernfusionsreaktoren. Dementsprechend lautete der Titel des Abschlussberichts im Jahr 2000: „Wissenschaftliche Ziele einer Sonde für die Erkundung von Bodenschätzen auf dem Mond durch China“ (中国月球资源探测卫星科学目标).
Bis zum Jahr 2000 war die Existenz des Mondprogramms vertraulich. Am 22. November 2000 erwähnte der Staatsrat der Volksrepublik China in seinem „Weißbuch zu den chinesischen Weltraumaktivitäten“ unter der Rubrik „Langfristige Ziele (für die nächsten 20 Jahre)“ erstmals öffentlich, dass China beabsichtige „Vorstudien“ zu einer Erkundung des Mondes zu betreiben. Dies beschrieb den Stand des Projekts jedoch nicht ganz zutreffend, und auf einer von der damaligen Kommission für Wissenschaft, Technik und Industrie für Landesverteidigung im Januar 2001 in Harbin einberufenen Konferenz zur Tiefraumerkundung drängten die Wissenschaftler darauf, die Details des Mondprogramms öffentlich zu machen.
Das Mondprogramm wurde auf einer internationalen Konferenz über Technologie und praktischem Nutzen der Tiefraumerkundung am 13. August 2002 in Qingdao vorgestellt. Dort waren Vertreter der Nationalen Raumfahrtbehörde Chinas, der NASA, Roskosmos und ESA anwesend. Am 26. Mai 2003 wurde das Programm von Ouyang Ziyuan mit einem äußerst detailreichen Vortrag in einer populärwissenschaftlichen Fernsehreihe der chinesischen Öffentlichkeit vorgestellt. Dabei ging er unter anderem auf die Erzvorkommen ein, vor allem auf die 150 Billiarden Tonnen Titan, die auf dem Mond lagern („so viel kann man gar nicht abbauen, dass das zu Ende geht“). Ouyang erwähnte auch den Mondvertrag von 1979, der von China nicht unterzeichnet wurde. Nach seiner Interpretation gehörte der Mond an sich zwar der internationalen Gemeinschaft, aber es sei in dem Vertrag nicht geregelt, dass man die Ressourcen des Mondes nicht ausbeuten dürfe; de facto sei es so, dass wer der Erste bei der Nutzung sei, als Erster einen Profit daraus erzielen konnte (谁先利用，谁先获益).
Nun trat man in die konkrete Phase des Programms ein. Im September 2003 bildete die Kommission für Wissenschaft, Technik und Industrie für Landesverteidigung eine „Führungsgruppe Monderkundungsprojekt“ (月球探测工程领导小组, Pinyin Yuèqiú Tàncè Gōngchéng Lǐngdǎo Xiǎozǔ), deren Vorsitz der Leiter der Wehrtechnik-Kommission Zhang Yunchuan (张云川, * 1946) übernahm. Die Führungsgruppe koordinierte zum einen die Arbeit der zahlreichen an dem Projekt beteiligten Firmen und Institutionen. So werden zum Beispiel die Nutzlasten der Mondsonden vom Nationalen Zentrum für Weltraumwissenschaften der Akademie der Wissenschaften entwickelt, dann die Aufträge zum Bau besagter Nutzlasten an einzelne Firmen vergeben. Zum anderen erstellte die Führungsgruppe bis Ende 2003 für den Staatsrat einen Bericht mit einem vorläufigen Zeitplan und den einzelnen Schritten eines nationalen Monderkundungsprogramms.

## Programmstruktur
Das chinesische Mondprogramm bestand ursprünglich aus Drei Großen Schritten, die wiederum in Kleine Schritte unterteilt waren. Der Erste Große Schritt wurde mit der Landung der Probenrückholsonde Chang’e 5 in der Inneren Mongolei am 16. Dezember 2020 abgeschlossen. Danach konkretisierten sich die Pläne für eine Internationale Mondforschungsstation und die Erschließung des Wirtschaftsraums Erde-Mond (地月经济圈). Nach den ersten drei Kleinen Schritten (Umkreisung, Landung, Rückkehr) wurde nun als vierter Schritt die Erkundung der Polregion eingeführt, bei der unter den Schlagworten „Prospektion“ (Chang’e 6), „Forschung“ (Chang’e 7) und „Bauen“ (Chang’e 8) der Aufbau einer unbemannten Forschungsstation am südlichen Rand des Südpol-Aitken-Beckens auf der Rückseite des Mondes vorangetrieben werden soll.
Mit Stand März 2024 sieht die Struktur des chinesischen Mondprogramms folgendermaßen aus:
- Umkreisung (绕),  Ok
- Landung (落),  Ok
- Rückkehr (回),  Ok
- Erkundung der Polregion (极区探测)[19][20]
  - Prospektion (勘)
  - Forschung (研)
  - Bauen (建)

Der vierte Schritt sollte im Frühsommer 2024 beginnen. Mit autonom agierenden, miteinander vernetzten Robotern auf dem Boden, knapp über dem Boden fliegenden Kleinsonden sowie vom Orbit aus sollen weltraumwissenschaftliche Forschungen durchgeführt und Technologien für den Bau von in fernerer Zukunft auch von Menschen bewohnbaren Stationen erprobt werden.

### 1. Schritt, Umkreisung (Chang’e 1, 2007 und Chang’e 2, 2010)
Am 24. Januar 2004 startete Premierminister Wen Jiabao mit seiner Unterschrift auf dem Bericht der Führungsgruppe Monderkundungsprojekt das Mondprogramm der Volksrepublik China offiziell, die Mittel für den ersten Großen Schritt (1,4 Milliarden Yuan, von der Kaufkraft her etwa 1,4 Milliarden Euro) wurden freigegeben und der Bau des unbemannten Orbiters Chang’e 1 war genehmigt. Ouyang Ziyuan wurde dabei zum Chefwissenschaftler des Mondprogramms ernannt.
Am 2. Juni 2004 wurde am Hauptquartier der Nationalen Raumfahrtbehörde in Peking ein „Zentrum für Monderkundungs- und Raumfahrt-Projekte“ (国家航天局探月与航天工程中心, Pinyin Guójiā Hángtiānjú Tànyuè Yǔ Hángtiān Gōngchéng Zhōngxīn) eingerichtet, das seither für alle technischen und administrativen Aspekte des Monderkundungsprojekts und der bemannten Raumfahrt zuständig ist. Zu seinen Aufgaben gehören:
- Erstellung der Gesamtplanung eines Projekts
- Planung des Entwicklungsverfahrens mit der Abfolge der einzelnen Schritte
- Formulierung der Anforderungen an die einzelnen Komponenten
- Abschluss von Verträgen mit Zulieferfirmen
- Verwaltung des festen Anlagevermögens
- Erstellung von Kostenvoranschlägen für die einzelnen Raumschiffe und Sonden sowie wichtige Unterprojekte
- Überwachung und Kontrolle der Ausgaben
- Koordinierung, Überwachung und Kontrolle aller Systeme der Projekte
- Öffentlichkeitsarbeit
- Verwaltung und Verwertung der Urheberrechte an den gewonnenen Erkenntnissen
- Anwerbung und Betreuung von Investoren
- Einrichtung und Pflege eines Archivs[27]

Das Konzept für den Ablauf der Mission war im September 2004 ausgearbeitet. Dann begann unter der Leitung von Ye Peijian die Entwicklung des ersten Prototyps der Sonde; am 20. Dezember 2004 fanden die ersten Tests statt. Im Juli 2006 war der finale Prototyp hergestellt und getestet und man trat in die Phase der Systemintegration ein. Am 27. Juli 2006 unterzeichnete schließlich die Wehrtechnik-Kommission mit der Akademie für Weltraumtechnologie einen Vertrag über die Anfertigung der realen Sonde. Diese war im Dezember 2006 fertiggestellt und durchlief am 5. Januar 2007 erfolgreich die Endabnahme. Am 24. Oktober 2007 wurde Chang’e 1 vom Kosmodrom Xichang gestartet. Am 1. März 2009 schlug Chang’e 1 gezielt um 09:13 Uhr MEZ bei 1,5 Grad südlicher Breite und 52,36 Grad östlicher Länge im Mare Fecunditatis auf dem Mond auf.
Zhang Yunchuan, der Vorsitzende der Führungsgruppe Monderkundungsprojekt bei der Kommission für Wissenschaft, Technik und Industrie für Landesverteidigung, war ein reiner Parteikader, der vor seiner Ernennung zum Leiter der Kommission im März 2003 nie etwas mit Raumfahrt zu tun gehabt hatte. Zum 30. August 2007 wurde zum er zum Parteisekretär der Provinz Hebei ernannt und übergab er seine Ämter in der Wehrtechnik-Kommission und der Führungsgruppe Mond an Zhang Qingwei, einen Experten aus der Raumfahrtbranche.
Am 15. März 2008 wurde die Wehrtechnik-Kommission bei einer Neuorganisation aufgelöst. Die Nationale Raumfahrtbehörde, die bis dahin der Wehrtechnik-Kommission unterstand, wurde mit Wirkung vom 21. März 2008 dem Ministerium für Industrie und Informationstechnik unterstellt. Ihre Leitung behielt, wie schon seit dem 23. April 2004, der Kryotechnik-Ingenieur Sun Laiyan (孙来燕, * 1957). Zhang Qingwei ging zurück in die Wirtschaft und wurde Vorstandsvorsitzender der Commercial Aircraft Corporation of China. Die Führungsgruppe Monderkundungsprojekt blieb bestehen, war aber nun unter dem Dach des Zentrums für Monderkundungs- und Raumfahrt-Projekte bei der Nationalen Raumfahrtbehörde angesiedelt. Ihren Vorsitz übernahm der Elektroingenieur Chen Qiufa, bis dahin stellvertretender Leiter der Wehrtechnik-Kommission. Chen Qiufa hatte seine Examensarbeit an der Universität für Wehrtechnik der Volksbefreiungsarmee in Changsha eigentlich zum Thema „Elektronische Kampfführung“ geschrieben, war aber seitdem immer im Luft- und Raumfahrt-Sektor tätig gewesen. Am 31. Juli 2010 wurde er der Nachfolger von Sun Laiyan als Direktor der Nationalen Raumfahrtbehörde.
Um vor allem den geplanten Landeplatz für eine Monderkundung auf dem Boden genau zu dokumentieren, gab es in der ersten Phase einen weiteren Mondorbiter Chang’e 2, prinzipiell baugleich mit Chang’e 1, aber mit weiterentwickelten Messgeräten und einem im Vergleich zur Vorgängersonde dreifach vergrößerten Zwischenspeicher für die gesammelten Daten. Chang’e 2 startete am 1. Oktober 2010 und umkreiste den Mond in 100 km Höhe also in halber Höhe von Chang’e 1. Als die Sonde nach sieben Monaten 99,9 % der Mondoberfläche kartographiert hatte, wurde der mondnächste Punkt der Umlaufbahn im Mai 2011 auf 15 km über dem geplanten Landeplatz der Nachfolgermission im Mare Imbrium abgesenkt. Bei den Umkreisungsmissionen wurde anfangs das Risiko minimiert, indem man bei den Nutzlasten auf altbewährte Technologie setzte, während beim zweiten Versuch eine neu entwickelte Kamera sowie ein entsprechend erweiterter Zwischenspeicher für die Daten zum Einsatz kamen. Für die Kamera erhielt Chefentwickler Xu Zhihai 2012 den Wissenschaftspreis der Provinz Zhejiang.
Chang’e 2 erreichte am 1. April 2011 das Ende der erwarteten Lebensdauer. Alle Systeme funktionierten noch einwandfrei und so nutze man die Gelegenheit, um mehr Erfahrung für zukünftige Tiefraum-Missionen zu sammeln. Am 9. Juni 2011 verließ Chang’e 2 den Mondorbit zum Lagrangepunkt L2 des Sonne-Erde-Systems und flog dann weiter zum erdnahen Asteroiden (4179) Toutatis. Anschließend nahm die Sonde eine elliptische Bahn in den interplanetaren Raum auf. Die effektive Reichweite der Sender der Bodenstationen wurde getestet, die ursprünglich nur für die Steuerung von Aufklärungs- und Kommunikationssatelliten in der Erdumlaufbahn gebaut worden waren. Weiter wurde der Sonnenwind gemessen, um die Gefährdung von Elektronik und gegebenenfalls Menschen im interplanetaren Raum abzuschätzen. Am 14. Februar 2014 war Chang’e 2 bereits 70 Millionen Kilometer von der Erde entfernt. Danach brach die Verbindung ab, es wird jedoch erwartet, dass die Sonde, nachdem sie das 300 Millionen Kilometer entfernte Apogäum ihrer Bahn erreicht hat, im Jahr 2029 der Erde wieder auf 7 Millionen Kilometer nahekommen wird.

### 2. Schritt, Landung (Chang’e 3, 2013 und Chang’e 4, 2018)
Der Orbiter Chang’e 2 dokumentierte bereits bis ins Detail mit seiner hochauflösenden 3D-Kamera die Regenbogenbucht bzw. Sinus Iridum des Mare Imbrium, also den geplanten Landeplatz der nächsten Sonde. Am 14. Dezember 2013 gelang mit Chang’e 3 die erste unbemannte Mondlandung des chinesischen Mondprogramms. Ein Mondrover mit Namen „Jadehase“ war anderthalb Monate auf der Mondoberfläche unterwegs. Zu seiner Energieversorgung dienten Solarzellen, während der Nachtzyklen wurde der Rover in einen Bereitschaftsbetrieb versetzt.
Analog zu den Orbitermissionen wurde bei der Nachfolgemission Chang’e 4 der Schwierigkeitsgrad deutlich erhöht. Während Chang’e 3 auf der erdzugewandten Seite des Mondes gelandet und somit immer im Blick irgendeiner Bodenstation war, war für Chang’e 4, eine prinzipiell mit Chang’e 3 baugleiche Kombination aus Lander und Rover, weltweit erstmals eine Landung auf der Rückseite des Mondes vorgesehen. Um dort mit der Sonde kommunizieren zu können, musste zuerst ein Relais-Satellit hinter dem Mond positioniert werden.
Sun Zezhou, der 1992 nach seinem Studienabschluss als Elektroingenieur an der Luftfahrtakademie Nanjing zur Chinesischen Akademie für Weltraumtechnologie (CAST) gekommen war, hatte schon seit 2002 als Teil der Gruppe um Chefingenieur Ye Peijian an der firmeninternen Machbarkeitsstudie für einen Mondorbiter teilgenommen. Als CAST dann 2004 mit der Entwicklung eines Prototyps begann, wurde Sun Zezhou zum stellvertretenden Chefingenieur ernannt. Bei Chang’e 2 und Chang’e 3 war er Chefkonstrukteur für alle Systeme der Sonden, und als im April 2016 die Akademie für Weltraumtechnologie offiziell mit der Entwicklung von Chang’e 4 und der Marssonde Tianwen-1 begann, wurde Sun Zezhou als Nachfolger von Ye Peijian zum Chefkonstrukteur für beide Projekte ernannt.
Ye Peijian arbeitet Stand 2021 neben seiner Lehrtätigkeit immer noch als Berater für CAST.
Lander und Rover der Chang’e-4-Mission waren ursprünglich als Reserve für Chang’e 3 vorgesehen, existierten also bereits und mussten nur an neue Nutzlasten angepasst werden. Der Relais-Satellit Elsternbrücke war eine Neuentwicklung auf der Basis der CAST-100-Plattform.
Am 21. Mai 2018 wurde die Elsternbrücke vom Kosmodrom Xichang gestartet, kam am 25. Mai beim Mond an und war nach einer Vielzahl komplizierter Bahnkorrekturmanöver am 14. Juni 2018 in einem Halo-Orbit um den Lagrange-Punkt L2 hinter dem Mond positioniert. Daraufhin konnte am 7. Dezember 2018 die eigentliche Sonde Chang’e 4 in den Weltraum abheben. Am 3. Januar 2019 um 02:26 Uhr UTC landete sie plangemäß im Südpol-Aitken-Becken auf der Mondrückseite. Fünf Stunden später gab das Raumfahrtkontrollzentrum Peking der Sonde über die Elsternbrücke die Anweisung, den Rover Jadehase 2 auszusetzen, ein baugleiches Modell wie bei der Vorgängermission, nur mit etwas anderen Nutzlasten. Um 14:22 Uhr UTC stand der Rover dann auf der Mondoberfläche und konnte mit der Erkundung beginnen. Wie bei Chang’e 3 geht es hierbei primär um die mineralogische Zusammensetzung des Mondgesteins, die geologische Struktur des Untergrundes. Deutschland und Schweden stellten Messgeräte zur Verfügung, um die Strahlenbelastung am Südpol zu messen.

### 3. Schritt, Rückkehr (Chang’e 5-T1, 2014 und Chang’e 5, 2020)
Für die dritte Phase begann man im ersten Halbjahr 2009 unter der Leitung von Wu Weiren mit der Ausarbeitung eines Konzepts für ein Raumfahrzeug, das etwa 2 kg Mondgestein zur Erde zurückbringen konnte. Die konkreten Entwicklungsarbeiten für die Sonde begannen 2010, die für die Probenentnahmegeräte 2012. Zunächst wurde jedoch mit Chang’e 5-T1 das Raumfahrzeug für die Rückkehrmission getestet. Eines der Hauptprobleme bei dem gewählten treibstoffsparenden Missionsprofil ist, dass eine vom Mond zurückkehrende Sonde ab dem Lagrange-Punkt L1, also aus einer Höhe von 326.000 km ungebremst auf die Erde fällt und während der gesamten Zeit von der Erdanziehung beschleunigt wird, bis sie schließlich mit 11,2 km/s, also mit mehr als 40.000 km/h ankommt. Das macht einen sogenannten „zweiteiligen Abstieg“ (englisch skip-glide) notwendig. Zunächst erfolgt eine Atmosphärenbremsung durch die Reibung an den Luftmolekülen in den dünnen Schichten der Hochatmosphäre, bevor die eigentliche Landung eingeleitet wird. Dank gründlicher Vorbereitung gelang dies am 1. November 2014 bei der eine Woche vorher gestarteten Testkapsel ohne Probleme. Das „Mutterschiff“ kehrte nach dem Absetzen der Rückkehrkapsel 5000 km über der Erde zum Mond zurück, wo es bis April 2015 vom Raumfahrtkontrollzentrum Peking zum Üben von Bahnmanövern genutzt wurde. Seitdem ist der Orbiter von Chang’e 5-T1 in der Mondumlaufbahn geparkt (Stand 2019).
Die Rückkehrsonde, Chang’e 5 sollte Ende 2019 auf dem Mond landen und Bodenproben aus bis zu 2 m Tiefe zur Erde zurückbringen. Davon erhoffte man sich, Material zu erlangen, das noch nicht unter dem Einfluss der Ultraviolettstrahlung der Sonne sowie der kosmischen Strahlung oxidiert und verwittert war. Dann gab es jedoch Probleme mit dem Triebwerk der hierfür vorgesehenen Trägerrakete Changzheng 5, wodurch sich der Start auf den 23. November 2020 verschob. Die Sonde sammelte auf dem Mond 1731 g Bodenproben ein und führte am 5. Dezember 2020 bei der Rückkehr zum Orbiter erstmals in der Geschichte der Raumfahrt ein autonomes Koppelmanöver im Tiefraum durch. Am 16. Dezember 2020 landete die Wiedereintrittskapsel mit den Bodenproben auf dem Hauptlandeplatz der Strategischen Kampfunterstützungstruppe etwa 80 km nördlich von Hohhot in der Inneren Mongolei.

### 4. Schritt, Erkundung der Polregion (Chang’e 6 2024+; Chang’e 7, 2026+; Chang’e 8 2027+)
Im Zusammenhang mit dem Wechsel des langjährigen Technischen Direktors Wu Weiren zum neugegründeten Labor für Tiefraumerkundung, einer von der Nationalen Raumfahrtbehörde mit der Chinesischen Universität für Wissenschaft und Technik gemeinsam betriebenen Einrichtung in Hefei, wurde im August 2022 für den 4. Schritt des Mondprogramms neues Führungspersonal ernannt. Yu Dengyun, Wu Weirens bisheriger Stellvertreter, wurde Technischer Direktor, Wang Chi, Direktor des Nationalen Zentrums für Weltraumwissenschaften und bereits bei den Sonden  Chang’e 4 und Chang’e 5 für die Nutzlasten zuständig, wurde Chefwissenschaftler des Mondprogramms, bei dem nun nicht mehr nur – wie unter Wangs Vorgänger Yan Jun – reine Wissenschaft betrieben werden, sondern Erforschung und wirtschaftliche Nutzung des Mondes gleichberechtigt nebeneinander stehen sollten.
Die Sonde Chang’e 6 sollte im Frühsommer 2024 von einer Stelle auf der erdabgewandten Seite des Mondes bei 43°±2° südlicher Breite und 154°±4° westlicher Länge im südlichen Teil des Apollo-Kraters rund 2 kg Bodenproben zur Erde bringen. Die Mission startete am 3. Mai 2024, landete am 2. Juni auf dem Mond und kehrte am 25. Juni erfolgreich wieder auf die Erde zurück.
2026 soll Chang’e 7 in der Nähe des Südpols landen und dort die Topographie und Bodenzusammensetzung ausführlich untersuchen. Der Lander von Chang’e 7 wird neben einem Rover auch eine kleine, flugfähige Untersonde mitführen, die in einem ständig im Schatten liegenden Gebiet eines Kraters neben der Landestelle von Chang’e 7 landen, dann wieder starten und auf der besonnten Seite des Kraters erneut landen soll. Diese kleine Sonde wird als Nutzlast ein Analysegerät für Wassermoleküle und Wasserstoffisotope mitführen, um so eventuell von Kometen eingetragenes Wassereis aufzuspüren.

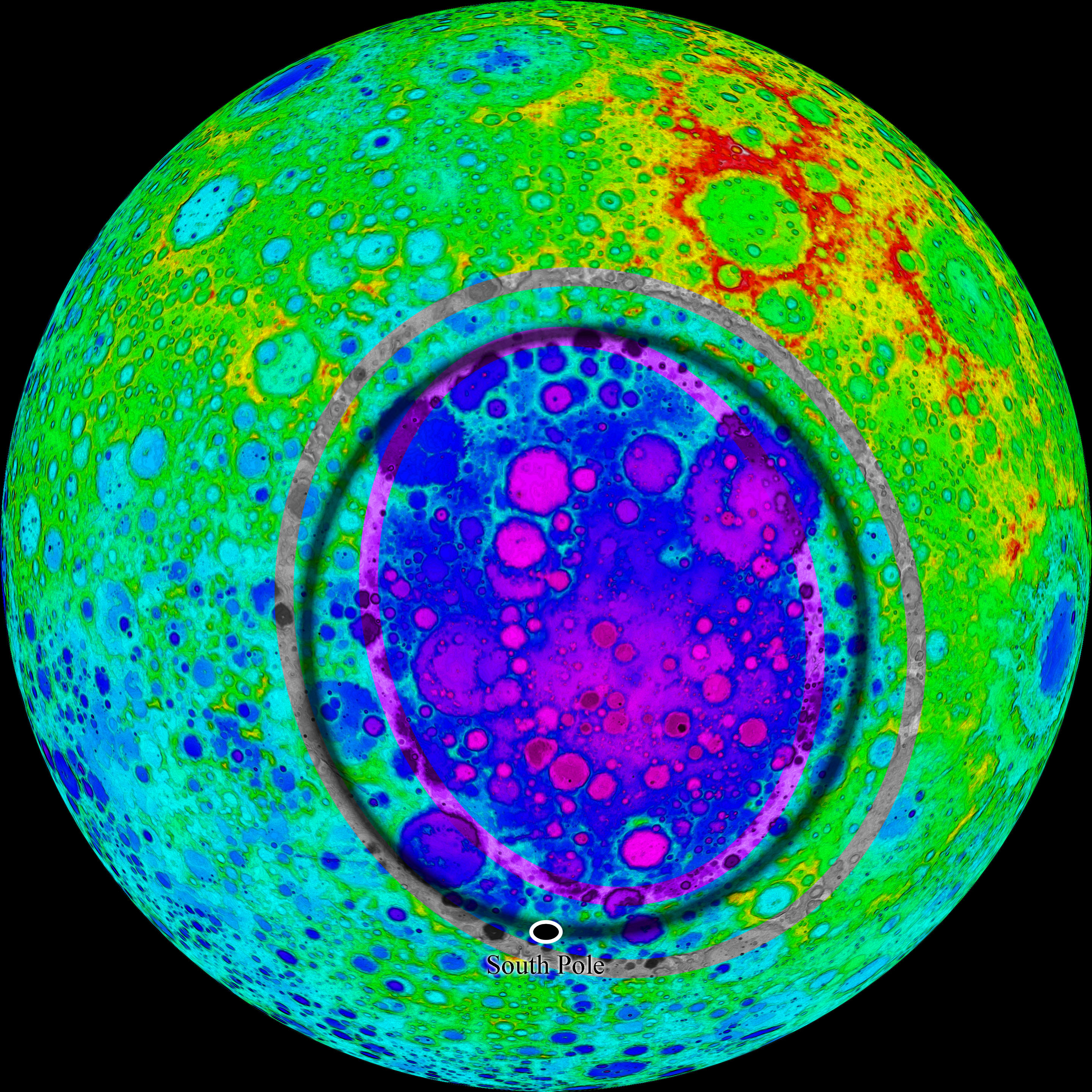
Das Südpol-Aitken-Becken. Das violette Oval bezeichnet den inneren Ring, der schwarze Punkt im unteren Teil des Bildes ist der Südpol.

Bei der Frage des praktischen Nutzens von Eisvorkommen auf dem Mond ist man in China skeptisch. Die Nationalen Astronomische Observatorien der Chinesischen Akademie der Wissenschaften wiesen im Januar 2020 darauf hin, dass wegen der flachen Sonneneinstrahlung an den Polregionen die Tage nicht so heiß sind wie am Äquator des Mondes, so dass sich das Metall von Maschinen weniger ausdehnt und diese durch die geringere Temperaturdifferenz zwischen Tag und Nacht weniger störanfällig werden. Andererseits hält sich Kometenmaterial wie Wassereis, Kohlenstoffdioxid und Methan nur an ständig beschatteten Stellen, wo man nicht mit solarzellenbetriebenen Geräten arbeiten kann, ganz abgesehen von den praktischen Problemen bei der Arbeit in dem zerklüfteten Gelände, wo es diese schattigen Stellen gibt. Ein weiteres Problem ist, dass das Wasser in verschiedenen Formen auftreten kann, entweder als an Bodenmaterial chemisch gebundenes Wasser, auch bekannt als Kristallwasser, oder, in größeren Tiefen, als ganze Eisbrocken, wobei diese Formen auch vermischt auftreten können. Das macht die Wahl einer Abbaumethode ausgesprochen schwierig. Dazu kommt noch der Energiebedarf, der zum Beispiel bei einer Wassergewinnung durch Erhitzung des Bodenmaterials und Kondensierung des Dampfes gegeben ist.
Das durch vom Sonnenwind eingetragene Protonen, also Wasserstoffkerne im Zusammenwirken mit den Oxiden des Regolith entstandene Wasser wäre einfacher zu gewinnen. Eine Auswertung der von Chang’e 5 aus einer nördlichen Breite von 43°, also anders als die in Äquatornähe gelandeten Apollo- und Luna-Missionen, zurückgebrachten Bodenproben zeigte, dass die Oberfläche der Körner, bis in eine Tiefe von 0,1 μm, bis zu 0,7 % Wasser enthielt. Ein Teil dieses Wassers verdunstet während des Mondtages bzw. Polarsommers wieder, ein Teil bleibt jedoch in den tieferen Schichten erhalten. Die Forscher vom Schwerpunktlabor für Weltraumwetter des Nationalen Zentrums für Weltraumwissenschaften und vom Institut für Geologie und Geophysik der Chinesischen Akademie der Wissenschaften kommen in einem am 12. Dezember 2022 in den Proceedings of the National Academy of Sciences of the United States of America veröffentlichten Artikel zu dem Schluss, dass man, wenn man in den Polregionen Regolithpartikel von 2 μm Durchmesser („PM2,5-Feinstaub“) aussieben würde, daraus bis zu 2 % Wasser erhalten könnte.
An der Landestelle von Chang’e 7 soll im weiteren Verlauf auch die Internationale Mondforschungsstation errichtet werden.
Falls sich nach der Auswertung der Mission jedoch herausstellen sollte, dass der Ort doch nicht geeignet ist,  besteht bei Chang’e 8 noch die Möglichkeit, einen weiteren Standort zu erkunden. Wie Peng Jing (彭兢), der Chefkonstrukteur von Chang’e 8, am 21. September 2022 bei einer Veranstaltung der International Astronautical Federation in Paris erläuterte, soll danach jedoch ohne weitere Erkundungsmissionen direkt mit dem Aufbau der Forschungsstation begonnen werden. Daher lässt man bei der Auswahl der Landestelle für diese Mission, die den endgültigen Standort der Station markiert, besondere Sorgfalt walten.
Der Schwerpunkt bei der Mission Chang’e 8, die etwa 2028 starten soll und keinen Orbiter besitzt (der Orbiter von Chang’e 7 hat eine erwartete Betriebsdauer von acht Jahren), liegt bei der Erkundung von Möglichkeiten, die Ressourcen am Südpol des Mondes vor Ort zu nutzen.
Mit Hilfe eines Bauroboters sollen Techniken erprobt werden, aus Regolith Ziegelsteine herzustellen, mit denen Wohnmodule zu Strahlenschutzzwecken ummauert werden können.
Vor allem will man aber auch Möglichkeiten finden, eine ebene Start- und Landefläche für zukünftige Missionen anzulegen.
Der Rover der Sonde, der sich in einem weiteren Umkreis bewegt als der Bauroboter, soll neben den Messungen mit dem ständig laufenden Bodenradar die Extraktion von Edelgasen aus dem Regolith erproben. Auf dem Lander soll ein kleines Ökosystem-Experiment mit Landlebewesen zur Erprobung eines bioregenerativen Lebenserhaltungssystems durchgeführt werden. Die mit Chang’e 7 begonnene Beobachtung der irdischen Magnetosphäre soll fortgesetzt werden.
Am 11. März 2021 genehmigte die Vollversammlung des Nationalen Volkskongresses die Aufnahme dieser drei Missionen in die Liste der Nationalen wissenschaftlich-technischen Großprojekte, womit eine Finanzierung nicht nur des Starts, sondern auch des Betriebs der Rover etc. bis zum 31. Dezember 2035 sichergestellt ist.
Am 25. März 2021 begann das Zentrum für Monderkundungs- und Raumfahrt-Projekte bei der Nationale Raumfahrtbehörde Chinas für die vierte Phase des Mondprogramms zusätzliches Personal einzustellen.

## Telemetrie, Bahnverfolgung und Steuerung
Die Starts und die Flüge der Sonden werden permanent vom „TT&C-System“ (das Akronym für „Telemetry, Tracking, and Command“) überwacht, in diesem Fall vom Chinesischen Deep-Space-Netzwerk, ein Gemeinschaftsunternehmen des militärischen, von Xi’an aus koordinierten Satellitenkontrollnetzwerks mit dem zivilen, von Sheshan bei Shanghai aus koordinierten VLBI-Netzwerk der Chinesischen Akademie der Wissenschaften. Die von dort eingehenden Daten werden an das Raumfahrtkontrollzentrum Peking der Volksbefreiungsarmee weitergeleitet, von wo seit 1999 die bemannten Raumflüge und Tiefraummissionen der Volksrepublik China mit Hilfe der dort zur Verfügung stehenden Hochgeschwindigkeitsrechner überwacht und gesteuert werden.
Die militärischen Teile des TT&C-Systems, also das Zentrum in Peking sowie alle Xi’an unterstehenden Bahnverfolgungsschiffe und Bodenstationen im In- und Ausland unterstanden bis zum 31. Dezember 2015 dem seinerseits der Zentralen Militärkommission unterstehenden Hauptzeugamt der Volksbefreiungsarmee, seitdem der Strategischen Kampfunterstützungstruppe der Volksrepublik China. Das Astronomische Observatorium Shanghai tritt in seiner Eigenschaft als Betreiber der VLBI-Beobachtungsbasis Sheshan (佘山VLBI观测基地, Pinyin Shéshān VLBI Guāncè Jīdì) im Rahmen des Mondprogramms dem Militär gegenüber als Sprecher der zivilen Radioobservatorien auf.
Anders als zum Beispiel beim europäischen ESTRACK-System, wo jede Bodenstation einen oder mehrere Sender und Empfänger besitzt, also sowohl Uplink als auch Downlink betreibt, besteht beim Chinesischen Deep-Space-Netzwerk eine klare Trennung zwischen beiden Kommunikationsrichtungen:

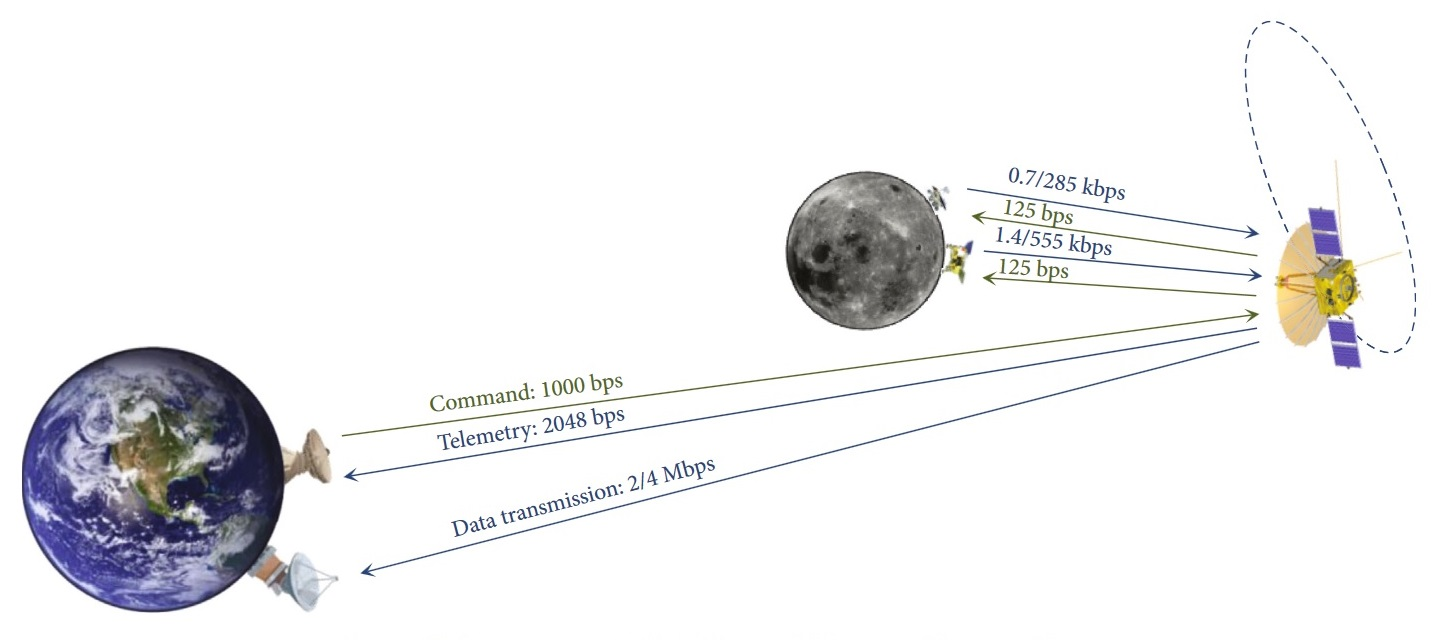
Kommunikationsschema für die Mission Chang’e 4. Die zivile Station (unten) kann nur empfangen, die militärische Station (oben) sowohl empfangen als auch senden.

- Nur die Bodenstationen und Bahnverfolgungsschiffe der Volksbefreiungsarmee besitzen Sender und sind dazu berechtigt und in der Lage, Steuersignale an Raumfahrzeuge zu senden.
- Die Telemetriesignale der Sonden werden im Regelfall ebenfalls nur von den militärischen Stationen empfangen und an das Raumfahrtkontrollzentrum Peking weitergeleitet.
- Die von den Sonden zur Erde gefunkten Daten der wissenschaftlichen Nutzlasten werden ausschließlich vom VLBI-Netzwerk der Akademie der Wissenschaften empfangen und dann bei den interessierten Abteilungen der Nationalen Astronomischen Observatorien der Chinesischen Akademie der Wissenschaften, Universitätsinstituten etc. weiterverarbeitet.[72] Die Weiterleitung von Daten an ausländische Betreiber von Nutzlasten erfolgt über das Zentrum für Monderkundungs- und Raumfahrt-Projekte der Nationalen Raumfahrtbehörde Chinas.[73]

Die Bahnverfolgung wird dagegen von Militär und Akademie gemeinsam betrieben, insbesondere während der kritischen Startphase und der komplizierten Bahnmanöver im mondnahen Raum. Zu diesem Zweck hatten in die China Electronics Technology Group Corporation (中国电子科技集团公司, Pinyin Zhōngguó Diànzǐ Kējì Jítuán Gōngsī) integrierte aber der Elektronischen Kampfführung der Volksbefreiungsarmee direkt unterstellte Forschungsinstitute den astronomischen Observatorien in Kunming, Miyun bei Peking und Shanghai 2005/2006 (Kunming und Miyun) bzw. 2010–2012 (Shanghai) in Rekordzeit schlüsselfertige Großantennen gebaut. Zum Vergleich: der erste Spatenstich für das 100-m-Teleskop in Qitai, Provinz Xinjiang, fand im Jahr 2012 statt, und bis 2019 stand noch nicht einmal der Sockel. Da ein vom Mond aus gesendetes Signal durch die weite Entfernung im Vergleich mit dem Signal eines Satelliten in der Erdumlaufbahn um mehr als das 20-fache geschwächt wird, werden die Antennen in Miyun, Kunming, Shanghai und Ürümqi zu einem 3000-Kilometer-VLBI-System zusammengeschaltet, ab der Chang’e-3-Mission 2013 unter Verwendung des Delta-DOR-Verfahrens. Im Prinzip folgte der Ausbau des TT&C-Systems entsprechend den Anforderungen Drei Kleinen Schritten der Sonden.

### Umkreisungsphase
Es war allen Beteiligten von Anfang an klar, dass die ab 1967 für die Steuerung von Kommunikations- und Aufklärungssatelliten in der Erdumlaufbahn, also für einen Arbeitsbereich von maximal 80.000 km gebauten Bodenstationen des Chinesischen Raumfahrtkontrollnetzwerks (中国航天测控网, Pinyin Zhōnggúo Hángtiān Cèkòngwǎng) bei Mondmissionen, wo Entfernungen von bis zu 400.000 km zu bewältigen sind, an ihre Grenzen stoßen würden. Aus Kostengründen und wegen des engen Zeitplans genehmigte es die Führungsgruppe Monderkundungsprojekt dem Satellitenkontrollzentrum Xi’an damals jedoch noch nicht, eigene Tiefraumstationen mit großen Parabolantennen zu bauen. Die Bodenstationen der Volksbefreiungsarmee verfügten in den frühen 2000er Jahren über 18-m-Antennen und die seinerzeit von der NASA und dem Jet Propulsion Laboratory für das Apollo-Programm entwickelte und von Chen Fangyun für die Steuerung der chinesischen Satelliten angepasste Unified S-Band bzw. USB-Technologie, bei der Telemetrie, Bahnverfolgung und Steuerung alle über ein einziges System im S-Band ablaufen. Die Messung von Entfernung und Geschwindigkeit einer Sonde funktioniert mit dieser Technologie auch über 400.000 km, aber eine Winkelmessung würde bei dieser Entfernung in einem Fehler von mehr als 100 km resultieren. Daher wurde für letzteren Zweck auf das VLBI-Netzwerk der zivilen Radioobservatorien (中国VLBI网, Pinyin Zhōngguó VLBI Wǎng) zurückgegriffen, mit dem die Astronomen der Akademie der Wissenschaften die Position von Radioquellen im Weltraum mit einer Präzision von 0,02 Winkelsekunden bestimmen können (andererseits aber Probleme mit der genauen Entfernungsmessung haben). Durch die Zusammenführung der USB- mit den VLBI-Daten im Raumfahrtkontrollzentrum Peking konnte sowohl während des relativ langsamen Transferorbits, als auch während des schnellen Einschwenkens in eine Umlaufbahn um den Mond, und dann während der stabilen Arbeitsphase in einem polaren Mondorbit die Position der Sonden mit hoher Präzision bestimmt werden.
Neben den Bodenstationen war auch die Datenübertragung von den Sonden so weit wie möglich optimiert worden. Die Orbiter der Umkreisungsphase basierten auf dem 1997 gestarteten Kommunikationssatelliten Dongfang Hong 3 der Chinesischen Akademie für Weltraumtechnologie. Als erstes wurde nun von den dortigen Ingenieuren die Senderleistung des Ausgangssatelliten erhöht. Eine Gruppe unter der Leitung von Dr. Sun Dayuan (孙大媛, * 1972) entwickelte eine um zwei Achsen schwenkbare, also in alle Richtungen bewegliche Richtantenne, die immer auf die Erde ausgerichtet blieb, während der Sondenkörper bei den Bahnmanövern des Anflugs ständig seine Ausrichtung änderte und während der Arbeitsphase im Mondorbit mit der fest montierten Kamera, den Spektrometern etc. immer zur Mondoberfläche ausgerichtet war. Außerdem wurde für den Funkverkehr zur Erde die Faltungscode-Technik eingesetzt, die durch Vorwärtsfehlerkorrektur einen guten Schutz gegen Übertragungsverluste bei Telemetrie- und Nutzlastdaten bietet.
All dies nutzte jedoch nichts, wenn in China Monduntergang war und keine Sichtverbindung mehr bestand, also für etwa 13 Stunden pro Tag. Daher musste die Nationale Raumfahrtagentur auf die Hilfe der ESA und ihr ESTRACK-Netzwerk zurückgreifen, mit der man schon bei der Double-Star-Mission erfolgreich zusammengearbeitet hatte. Während die Bodenstationen des Chinesischen Raumfahrtkontrollnetzwerks bislang über das geschlossene Glasfasernetzwerk der Volksbefreiungsarmee miteinander kommunizierten, war es hierfür – und für die Zusammenarbeit mit dem VLBI-Netzwerk der Akademie – nötig, die Kanäle nach außen zu öffnen. Hierfür wurde das damals noch neue Space Link Extension bzw. SLE-Protokoll des Consultative Committee for Space Data Systems gewählt, und zwar nach dem Prinzip „Messstation zu Zentrum“ und „Zentrum zu Zentrum“. Das heißt, die ESA-Bodenstationen in Maspalomas, Kourou und New Norcia kommunizierten, anders als bei radioastronomischen Gemeinschaftsunternehmen, nicht direkt mit der VLBI-Beobachtungsbasis Sheshan, sondern zunächst mit dem Europäischen Raumflugkontrollzentrum in Darmstadt, und dieses dann mit dem Raumfahrtkontrollzentrum Peking. Bei mehreren Simulationsübungen sowie im Juni 2006 bei einer realen Bahnverfolgung des europäischen Mondorbiters SMART-1 wurde die Zusammenarbeit erfolgreich geprobt, und bei der tatsächlichen Chang’e-1-Mission leistete die ESA dann einen wichtigen Beitrag, nicht nur bei Bahnverfolgung und Empfang von Telemetrie-Signalen, sondern auch bei der Steuerung der Sonde. Am 1. November 2007 um 07:14 MEZ sandte mit der 15-m-Station in Maspalomas auf den Kanarischen Inseln das erste Mal in der Geschichte der chinesischen Raumfahrt eine ausländische Institution einen Steuerbefehl an ein chinesisches Raumfahrzeug.

### Landungsphase
Nach dem Ende der Chang’e-1-Mission im Jahr 2009, noch bevor der zweite Orbiter ins All abgehoben hatte, waren sich die Verantwortlichen des Mondprogramms einig, dass ein eigenes Chinesisches Deep-Space-Netzwerk für Raumfahrtzwecke (中国深空测控网, Pinyin Zhōnggúo Shēnkōng Cèkòngwǎng) notwendig war. Dazu wurden folgende Grundsätze formuliert:
- Die Planungen müssen realistisch und langfristig sein.
- Es müssen sowohl Flüge zum Mond (400.000 km) als auch zum Mars (400.000.000 km) überwacht und gesteuert werden können.
- TT&C, Datenübertragung von wissenschaftlichen Nutzlasten und VLBI müssen in einem System zusammengefasst sein.
- Es muss möglich sein, mit einem Wellenpaket zwei verschiedene Ziele anzusprechen, um gleichzeitig einen Lander und einen Rover oder ein Rendezvousmanöver zwischen zwei Flugkörpern im Mondorbit überwachen und steuern zu können.
- Die Technik muss mit der von NASA und ESA bei Tiefraum-Missionen verwendeten Technik kompatibel sein, um zukünftige internationale Kooperationen und die wechselseitige Unterstützung bei Missionen zu erleichtern.[90]
- Die Frequenzbänder, auf denen das zukünftige Deep-Space-Netzwerk arbeitet, müssen den gesamten Bereich abdecken, den die Internationale Fernmeldeunion für Mond- und Tiefraumissionen zugewiesen hat, um mehrere Missionen gleichzeitig bewältigen zu können.
- Die Datenschnittstellen müssen den Standards des Consultative Committee for Space Data Systems entsprechen, um sich mit ausländischen TT&C-Systemen zu einem Netzwerk zusammenschließen zu können.
- Beim Entwurf der Systeme ist möglichst auf fortschrittliche Technologie von internationalem Niveau zurückzugreifen, um die heimische Elektronik- und IT-Industrie in ihrer Entwicklung zu fördern.

Was die geographische Lage der zu errichtenden Tiefraumstationen betraf, so wäre es die theoretisch beste Lösung gewesen, rund um die Erde drei Stationen mit jeweils 120 Längengraden Abstand zu errichten, was eine kontinuierliche Verfolgung der Mond- und Tiefraumsonden gewährleistet hätte. In der Praxis standen den Ingenieuren in der ersten Ausbauphase, wo man sich auf China selbst beschränkte, für eine möglichst lange Basislinie die östlichsten und die westlichsten Landesteile zur Verfügung; wegen der Lage der Sondenbahnen relativ zum Erdäquator und der technischen Möglichkeiten der Antennen war ein Breitengrad zwischen 30° und 45° zu wählen. Um ihre Aufgabe bei Tiefraummissionen erfüllen zu können, mussten die Empfänger der Stationen sehr empfindlich sein, was sie aber anfällig für elektromagnetische Störungen durch zivilisatorische Einrichtungen machte. Eine Tiefraumstation musste so weit wie möglich von Richtfunkstrecken, Mobilfunk-Basisstationen, Hochspannungsleitungen und elektrifizierten Eisenbahnstrecken entfernt sein, auch um eine Beeinträchtigung dieser Infrastruktureinrichtungen durch die hohe Sendeleistung einer Tiefraumstation zu vermeiden. Am Ende fiel die Wahl auf Standorte in einem großen Waldgebiet 45 km südöstlich des mandschurischen Giyamusi (46° 29′ 37,1″ N, 130° 46′ 15,7″ O) und in der Wüste 130 km südlich von Kaschgar in Xinjiang (38° 25′ 15,7″ N, 76° 42′ 52,6″ O). Damit konnten Mond- und Tiefraumsonden nun mehr als 14 Stunden pro Tag überwacht werden. Außerdem fügten sich diese Stationen perfekt in das bereits bestehende VLBI-Netzwerk der Akademie der Wissenschaften ein: die Ost-West-Basislinie wurde stark erweitert, was die Genauigkeit der Winkelmessung verbesserte.
Bei den Anfang 2013 in Betrieb genommenen Tiefraumstationen in Kaschgar mit einer 35-m-Antenne und Giyamusi mit einer 66-m-Antenne handelt es sich, wie in dem Positionspapier von 2009 gefordert, um Hochtechnologie. Jede der beiden Stationen verfügt über einen Hohlleiter-gespeisten Transceiver, der auf mehreren Frequenzbändern (S und X, Kaschgar auch Ka) Wellenpakete senden und empfangen kann. Außerdem hat jede Station einen Ultraschmalband-Empfänger für extrem schwache Signale, dazu Tieftemperatur-Kühlung zur Reduzierung des Wärmerauschens bei allen Empfängern. Die Oberfläche der Antennenschüsseln kann mittels Aktoren in Echtzeit adjustiert werden, es gibt eine automatische Korrektur von Störungen durch Windböen. Die Technik ist sowohl mit den internationalen CCSDS-Standards als auch mit den in China verwendeten Systemen kompatibel. Letzteres ermöglicht es den dem Satellitenkontrollzentrum Xi’an der Volksbefreiungsarmee unterstehenden Stationen in Kaschgar und Giyamusi, mithilfe der von der Abteilung für Wissenschaft und Technik der Radioastronomie des Observatoriums Shanghai entwickelten eVLBI-Software mit den Stationen des zivilen Netzwerks direkt und vor allen Dingen schnell zu kommunizieren und je nach Bedarf Interferometrie-Basislinien zu bilden.
Durch den Bau der Tiefraumstationen Kaschgar und Giyamusi hatte man zwar den vom chinesischen TT&C-System abgedeckten Himmelsbereich erweitert, man war aber immer noch erst bei 60 %. So war man bei der kritischen Startphase der Chang’e-3-Mission wieder auf die Hilfe der Europäischen Weltraumorganisation angewiesen. Es war schon lange geplant, auf der China gegenüberliegenden Seite der Erde eine dritte Tiefraumstation einzurichten. Bereits 2010 hatte das seinerzeit dem Hauptzeugamt der Volksbefreiungsarmee unterstehende Generalkommando Satellitenstarts, Bahnverfolgung und Steuerung (中国卫星发射测控系统部), die vorgesetzte Dienststelle des
Satellitenkontrollzentrums Xi’an, bei der argentinischen Kommission für Weltraumaktivitäten angefragt, ob es möglich wäre, dort eine Bodenstation zu errichten. Nach eingehender Diskussion und Besichtigung mehrerer ins Auge gefasster Orte fiel die Wahl auf einen Standort in der Provinz Neuquén am nördlichen Rand von Patagonien. Am 23. April 2014 unterzeichneten Julio de Vido, der argentinische Minister für Planung, Staatliche Investitionen und Dienstleistungen, und der chinesische Außenminister Wang Yi in Buenos Aires ein Kooperationsabkommen, das China für 50 Jahre die Nutzungsrechte für ein 200 ha großes Areal etwa 75 km nördlich der Stadt Zapala zugestand (38° 11′ 27,3″ S, 70° 8′ 59,6″ W). Im Februar 2015 wurde der Vertrag vom Argentinischen Nationalkongress ratifiziert. Bald darauf war der offizielle Baubeginn (mit den Erdarbeiten hatte man bereits im Dezember 2013 begonnen). Im Februar 2017 waren die Bauarbeiten weitgehend beendet, im April 2018 wurde die Tiefraumstation Zapala offiziell in Betrieb genommen, und beim Start von Chang’e 4 am 7. Dezember 2018 um 15:23 argentinischer Zeit konnte Zapala mit seiner 35-m-Antenne die ESA vollständig ersetzen.

### Rückkehrphase
Mit Indienststellung der Tiefraumstation Zapala war man schon recht gut auf den dritten der Drei Kleinen Schritte vorbereitet, wo auf dem Mond Bodenproben genommen und von einer Transportkapsel zum Orbiter gebracht werden sollen. Während der Arbeitsphase auf der Mondoberfläche ist hierzu eine ununterbrochene und absolut zuverlässige Lokalisierung und Fernsteuerung aller Komponenten erforderlich. Mit Zapala war eine Abdeckrate des chinesischen TT&C-Systems von 90 % erreicht; nur wenn sich der Mond über dem Pazifik befindet, besteht eine Beobachtungslücke von etwa 2,5 Stunden. Um bei dem schwierigen Rendezvoumanöver zwischen Orbiter und von der Mondoberfläche aufsteigender Transportkapsel zu jedem Zeitpunkt die exakte Position der beteiligten Raumfahrzeuge bestimmen zu können, wurde bei der bislang nur während bemannter Missionen in der Erdumlaufbahn eingesetzten Bodenstation Swakopmund in Namibia zusätzlich zu den beiden Parabolantennen von 5 m und 9 m Durchmesser noch eine 18-m-Antenne mit einem S/X-Doppelband-Transceiver und einem VLBI-Datenerfassungs-Endgerät errichtet (22° 34′ 28,9″ S, 14° 32′ 54,4″ O).
Da die Rückkehrkapsel vom Orbiter mit mehr als 40.000 km/h vom Mond zurückgebracht wird, muss ihre Geschwindigkeit zunächst mit einer Atmosphärenbremsung über Afrika reduziert werden. Anschließend hüpft die Kapsel wie ein in flachem Winkel über eine Wasserfläche geworfener Stein wieder nach oben (daher die englische Bezeichnung skip-glide), um über Pakistan und Tibet in den endgültigen Landeanflug auf Dörbed in der Inneren Mongolei überzugehen. Um diesen sogenannten „zweiteiligen Abstieg“ zu überwachen, wird östlich von Somalia das Bahnverfolgungsschiff Yuan Wang 3 stationiert. Außerdem wurden die Bodenstation Karatschi und das Observatorium in Sênggê Zangbo, Westtibet, jeweils mit einem Leitstrahlsystem und einem mobilen Mehrstrahl-Fernüberwachungs- und -Steuerungsgerät ausgestattet. Im Kreis Qakilik, Autonome Region Xinjiang, wurde eine im X-Band operierende Radarstation mit Phased-Array-Antenne errichtet.
Um sicher zu gehen, dass das Raumfahrzeug den korrekten Orbit erreicht, um die Rückkehrkapsel genau am richtigen Punkt über dem Südatlantik abtrennen zu können, wird während der letzten Phase des Rückflugs die Entfernung des Raumfahrzeugs von der Erde in einer Art Staffellauf von den Stationen in Zapala, Swakopmund und der ESTRACK-Station Maspalomas ständig gemessen. Die hierbei ermittelten Daten werden dann vom Raumfahrtkontrollzentrum Peking zur präzisen Vorausberechnung der für das Erreichen des Wiedereintrittskorridors notwendigen Flugbahn benutzt.

### Erkundung der Polregion
Während die Sonden des Ersten Großen Schrittes Einzelmissionen durchführten, sollen im Rahmen der Internationalen Mondforschungsstation mehrere, gleichzeitig operierende Roboter eingesetzt werden.
Bei mehreren Komponenten und aufgrund der immer anspruchsvolleren Nutzlasten ergab sich ein beträchtlicher Datenverkehr. Im Jahr 2019 ging man davon aus, dass dies mit einer schubweisen Datenübertragung, immer wenn die Bodenstationen der Chinesischen Akademie der Wissenschaften Sichtkontakt zum Mond hatten, nicht mehr zu bewältigen war, und dass die militärische Tiefraumstation Zapala in Argentinien nicht nur bei der Steuerung der Komponenten im Orbit und auf der Mondoberfläche, sondern auch für den Empfang der Nutzlastdaten eingesetzt werden muss. Beim damaligen Ausbauzustand des Chinesischen Tiefraumnetzwerks war es möglich, auf diese Weise zehn Roboter gleichzeitig zu betreuen.
Die Engstelle im Datenfluss stellte nun der Relaissatellit Elsternbrücke 2 dar, dessen Start für März 2024 geplant ist.
Daher wurde für die Mondforschungsstation eine Architektur ähnlich wie bei der Funkzelle eines irdischen Mobilfunknetzes gewählt. Der Lander von Chang’e 7 fungiert hierbei als Basisstation, mit der die mobilen Einheiten (Rover, Kleinsonden) kommunizieren. Vom Lander werden die Daten dann an den Relaissatelliten weitergeleitet bzw. die über den Relaissatelliten kommenden Steuersignale des Raumfahrtkontrollzentrums Peking an die Roboter weitergegeben. Diese Methode erlaubt es, die Funkeinrichtungen auf dem Relaissatelliten einfacher zu halten als wenn er mit allen Komponenten gleichzeitig kommunizieren müsste. Der Nachteil ist, dass zwischen den Komponenten auf dem Boden Sichtverbindung bestehen muss. Für spezielle Zwecke wie die Kleinsonde von Chang’e 7, die in einen Nachbarkrater fliegen soll, besteht daher weiterhin die Möglichkeit der direkten Kommunikation zwischen Relaissatellit und einzelnen Komponenten. Dies ist auch nötig, da es durch den unebenen Untergrund und die Präsenz mehrerer Roboter, also metallischer Objekte, zu unvorhersehbaren Reflexionen und Streuungen von Funksignalen und damit zu Mehrwegempfang kommen kann. In einer solchen Situation muss man auf direkte Kommunikation mit dem Relaissatelliten zurückgreifen. Der Lander von Chang’e 8 wird dann mit einem ausfahrbaren Mehrzweckmast ausgestattet, der wie ein Mobilfunkmast auf der Erde die Kommunikation in einem größeren Bereich ermöglicht.
Im Prinzip könnte auch der in einer polaren Umlaufbahn um den Mond kreisende Orbiter von Chang’e 7 eine Relaisfunktion erfüllen. Da er aber, um die Fernerkundung des Mondes bestmöglich durchführen zu können, in einer sehr niedrigen Höhe fliegt, besteht nur für relativ kurze Zeit Sichtverbindung zu den Robotern auf dem Boden. Der Orbiter ist zwar mit den entsprechenden Geräten ausgerüstet, dient aber in dieser Beziehung nur als Reservesystem für den eigentlichen Relaissatelliten.
Die Steuerung der einzelnen Komponenten der Mondforschungsstation obliegt der Gruppe für Langzeitbetreuung (长期管理团队) im Raumfahrtkontrollzentrum Peking. Um die Arbeitsbelastung für die Ingenieure zu reduzieren, sollen die Roboter die Qualität der Funkverbindung ständig überprüfen, bei einer plötzlichen Verschlechterung selbstständig eine neue Verbindung aufbauen, je nach Situation entweder zum Lander, dem Orbiter oder dem Relaissatelliten, und gegebenenfalls verlorengegangene Daten erneut senden. Die Roboter sollen dazu in der Lage sein, Parameter wie die Übertragungsgeschwindigkeit, die Modulationsart oder die Bündelung des Funkstrahls selbstständig an die gegebenen Verhältnisse anzupassen. Als primäre Modulationsart für die Nutzlastdaten soll Phasenumtastung verwendet werden. Man denkt hierbei für eine optimale Bandbreitennutzung hauptsächlich an das 8PSK-Verfahren, das eine Datenübertragungsrate von 3 bps/Hz erlaubt.
Für Telemetrie und Steuerung sowie für die Übertragung der Nutzlastdaten wurden in den ersten Phasen des Mondprogramms das S- und das X-Band benutzt, gemäß den Empfehlungen des Consultative Committee for Space Data Systems bei 2,20–2,29 GHz mit einer Bandbreite von 0,09 GHz (S-Band) bzw. 8,45–8,50 GHz mit einer Bandbreite von 0,05 GHz (X-Band). Für die Übertragung der von mehreren Robotern mit zahlreichen Nutzlasten generierten Datenmengen reicht das nicht aus. Zur Erhöhung der Übertragungsleistung kann man Kommunikationslaser verwenden, was mit einem 200-W-Testlaser auf dem Orbiter von Chang’e 7 erprobt werden soll. Eine Laserverbindung ist jedoch stark vom Wetter auf der Erde abhängig; insbesondere während der sommerlichen Regenzeit wird die Kommunikation vom wolkenbedeckten Himmel unterbrochen. Das gleiche Problem ergibt sich beim hochfrequenten Ka-Band, das bei der Erkundung der Polregion primär zum Einsatz kommen soll und wo der Bereich 25,50–27,00 GHz mit einer Bandbreite von 1,50 GHz genutzt wird. Daher muss während der Sommermonate für eine zuverlässige Kommunikation primär auf die Tiefraumstation Zapala zurückgegriffen werden. Alle drei Tiefraumstationen der Volksbefreiungsarmee sowie das Tianma-Radioteleskop der Chinesischen Akademie der Wissenschaften verfügen über Ka-Band-Empfänger. Die Telemetrie sowie die Übertragung der Steuersignale von dem militärischen Stationen an die Roboter erfolgt auch in der vierten Phase des Mondprogramms primär über das S-Band, das Ka-Band-System dient als Reserve.

## Bodensegment
In China ist die Betreuung der Sonden an sich, die Triebwerke für Antrieb und Lagesteuerung, die Stromversorgung und Telemetrie, relativ streng von den wissenschaftlichen Nutzlasten getrennt. Für ersteres ist das Militär zuständig, also das Satellitenkontrollzentrum Xi’an und das Raumfahrtkontrollzentrum Peking, für letzteres wurde anlässlich der Chang’e-1-Mission in der Hauptverwaltung der Nationalen Astronomischen Observatorien der Chinesischen Akademie der Wissenschaften in Peking, Datun-Str. 20a, ein eigenes Bodensegment (地面应用系统) eingerichtet. Der Zentrale in Peking wurden die beiden neugebauten Antennen in Miyun (50 m) und Kunming (40 m) fest zugeteilt, um mit ihnen die Nutzlastdaten der Mondsonden zu empfangen. Daneben fungieren diese beiden Antennen auch als Teil des VLBI-Netzwerks zur Flugbahnüberwachung und können, wenn gerade keine Sichtverbindung zum Mond besteht, auch für radioastronomische Zwecke genutzt werden. Ihre Funktion im Downlink von den Sonden hat jedoch Priorität.
Neben der Speicherung, Sicherung, Archivierung und Veröffentlichung der empfangenen Nutzlastdaten wurde im Pekinger Hauptquartier des Bodensegments von Anfang an die Möglichkeit zur Weiterverarbeitung der Rohdaten geschaffen, also zum Beispiel der Erstellung von Mondkarten aus Fotos und Radardaten. Daneben ist das Bodensegment auch für die Steuerung der Nutzlasten zuständig. Da die Antennen der Akademie der Wissenschaften über keine Sender verfügen, verfassen die Forscher in Peking Befehlszeilen, die sie an das Satellitenkontrollzentrum Xi’an übermitteln, das die Befehle wiederum über seine Tiefraumstationen an die Sonden schickt. Für die Chang’e-3-Mission 2013 wurde im Hauptquartier des Bodensegments ein eigenes Fernerkundungslabor eingerichtet (遥科学实验室, nicht zu verwechseln mit dem 2005 in Betrieb genommenen Nationalen Schwerpunktlabor für Fernerkundung bzw. 遥感科学国家重点实验室 nebenan in der Datun-Str. 20a Nord). Dort können die wissenschaftlichen Nutzlasten getestet und ihre Steuerung geübt werden.
Für die Chang’e-5-Mission, die Bodenproben vom Mond zurückbringen soll, wurde in der Datun-Str. 20a ein weiteres Labor eingerichtet, wo die Proben untersucht und aufbewahrt werden können (月球样品存储实验室). Für die langfristige Ex-situ-Lagerung eines Teils der Proben baute die Hunan-Universität in Shaoshan ein den Katastrophenschutz-Vorschriften entsprechendes Außenlager, das am 25. Dezember 2021 in Betrieb genommen wurde.
Da sich auf dem Lander von Chang’e 5 neben den üblichen Kameras noch ein Spektrometer und ein Bodenradar befanden, ergab sich ein starker Datenverkehr. Daher wurde in Miyun neben dem bestehenden 50-m-Teleskop eine weitere Parabolantenne mit 40 m Durchmesser gebaut, um den Datenverkehr von dieser und den Folgemissionen zu bewältigen.

## Organisationsstruktur
Die am Mondprogramm beteiligten Institutionen sind seit dem 24. April 2020 folgendermaßen organisiert:
- Zentrale Militärkommission
  - Abteilung für Waffenentwicklung
    - Büro für bemannte Raumfahrt
- Staatsrat der Volksrepublik China
  - Nationale Raumfahrtbehörde Chinas
    - Zentrum für Monderkundungs- und Raumfahrt-Projekte
      - Führungsgruppe Monderkundungsprojekt
        - Chinesische Akademie der Wissenschaften
          - Nationales Zentrum für Weltraumwissenschaften
          - Chinesisches VLBI-Netzwerk
          - Nationale Astronomische Observatorien der Chinesischen Akademie der Wissenschaften

        - Strategische Kampfunterstützungstruppe der Volksrepublik China
          - Kosmodrom Xichang (Basis 27)
          - Kosmodrom Wenchang (Außenstelle der Basis 27)
          - Satellitenkontrollzentrum Xi’an (Basis 26)
          - Bahnverfolgungsschiffsbasis Jiangyin (Basis 23)
          - Raumfahrtkontrollzentrum Peking

        - Zulieferfirmen

Der formaljuristische Leiter des Mondprogramms und dem Nationalen Volkskongress gegenüber verantwortlich ist der Premierminister, seit dem 11. März 2023 Li Qiang. Seit August 2022 ist der faktische Leiter und das öffentliche Gesicht des Mondprogramms jedoch dessen Technischer Direktor Yu Dengyun, der dabei von Chefwissenschaftler Wang Chi unterstützt wird.
Im Jahr 2023 waren gut 100 Firmen und Institutionen direkt am Mondprogramm beteiligt, gut 3000 weitere als Zulieferbetriebe und in unterstützender Funktion. Insgesamt waren mehrere zehntausend Wissenschaftler und Ingenieure für das Mondprogramm tätig.